# Forêt ancienne de la Rivière-Sainte-Marguerite
La forêt ancienne de la Rivière-Sainte-Marguerite est un écosystème forestier exceptionnel situé à Mont-Valin et à Sacré-Cœur au Québec (Canada). Cette aire protégée de 33 ha a pour but de protégée une sapinière à thuya âgée entre 270 et 290 ans. Elle est séparée en deux sections par la réserve écologique Marcelle-Gauvreau. Elle est située dans la zec Chauvin et la réserve aquatique de la Vallée-de-la-Rivière-Sainte-Marguerite.

## Toponymie
La forêt ancienne de la Rivière-Sainte-Marguerite doit son nom à la rivière Sainte-Marguerite qui coule à proximité.

## Géographie
La forêt ancienne de la Rivière-Sainte-Marguerite est située à 20 km au nord-ouest de Sacré-Cœur. Elle est divisée en deux sections située de part et d'autre de la réserve écologique Marcelle-Gauvreau. La partie ouest est située dans le territoire non-organisé de Mont-Valin au Saguenay–Lac-Saint-Jean et la partie est dans la municipalité de Sacré-Cœur en côte-Nord. Elle a une superficie de 32,69 ha. La région environnante est composée d'un relief accidenté et escarpé ayant des hautes collines et de monts et quelques collines aux versant abrupt. La forêt elle-même est situé sur la moitié intérieur d'un versant.
Elle est située sur un talus d'éboulis provenant du sommet de la colline et elle a aussi quelques plaques de till au sol. La pente y est forte et le drainage rapide.
La forêt est située dans la zec Chauvin. Elle est aussi localisée dans la réserve aquatique de la Vallée-de-la-Rivière-Sainte-Marguerite.

## Histoire
La forêt ancienne de la Rivière-Sainte-Marguerite a été classée comme écosystème forestier exceptionnel en 2002 par le ministère des Ressources naturelles, de la Faune et des Parcs.

## Flore
La forêt est majoritairement composée de sapins baumiers (Abies balsamea) et de thuyas occidentaux (Thuja occidentalis), soit de sapins, de thuyas et de pins blancs. La forêt est âgés d'au moins 270 à 290 ans. Elle n'a pas connu de perturbations de perturbations naturelles ou anthropiques sévères. Elle comprend de nombreux vieux arbres sénescents et de nombreux débris ligneux de tous stades de décompositions. Certains thuyas ont entre 200 et 300 ans et un tronc ayant un diamètre de 42 à 65 cm. Dans la forêt de sapins, de thuyas et de pins blancs, les pins blancs ont plus de 230 ans avec une hauteur de pouvant atteindre 25 m et un diamètre au tronc allant de 50 à 60 cm.
Quant aux sapins, ils ont été affectés par la dernière épidémie de tordeuse des bourgeons de l'épinette qui a eu lieu entre 1975-1985. De nombreux sapins ont été depuis renversé et remplacé par le bouleau à papier (Betula papyrifera) dans les endroits ouverts. Dans la strate arbustive est dominée par la régénération du sapin, souvent accompagné de thuya. Pour ce qui est du pin, bien que situé à la limite nord de sa répartition, il pourrait encore se maintenir longtemps sur le site.